# آنا زوجة أرتاباسدوس
آنا (عاشت حوالي 720–740م) كانت زوجة أرتاباسدوس، أحد اثنين من الأباطرة البيزنطيين المتنافسين في حرب أهلية استمرت من يونيو 741م إلى نوفمبر 743م. وكان الإمبراطور الآخر شقيقها قسطنطين الخامس.

## وصلات خارجية
- A short article on her by Lynda Garland
- Cawley، Charles، Her profile, along with her father, .، Medieval Lands database، Foundation for Medieval Genealogy {{استشهاد}}: يحتوي الاستشهاد على وسيط غير معروف وفارغs: |HIDE_PARAMETER6=، |HIDE_PARAMETER1=، |HIDE_PARAMETER4=، |HIDE_PARAMETER7=، و|HIDE_PARAMETER5= (مساعدة)
- The page of "Byzantine Women" dealing with her